# Vaccin contre la varicelle
Un vaccin contre la varicelle entraîne et prépare le système immunitaire à reconnaître et à combattre le virus varicelle-zona (VZV), ce qui permet de prévenir cette maladie.

## Historique
La mise en place du vaccin contre la varicelle constitue un point marquant en virologie[Quand ?]. D’ailleurs, c’est le seul vaccin conçu contre un virus de l’herpès de nos jours. Il s’agit également du premier vaccin à avoir été administré à un patient immunodéprimé avec succès.
La souche de vaccin atténué a été faite à partir d’un jeune garçon de trois ans atteint de varicelle. Le virus VZV a subi 11 passages dans des cellules pulmonaires humaines, 6 à 7 passages dans les embryons de cochon d’Inde et finalement, de 2 à 6 passages dans des cellules diploïdes humaines.

## Type de vaccin
La vaccination est possible afin de prévenir l’infection par le VZV. Il s’agit de vaccins à virus atténué contre la varicelle,. Les avantages du fait que ce sont des vaccins atténués sont une protection élevée dès l’administration d’une première dose, la durée de l’immunité ainsi que la présence de réponses humorale et cellulaire.
Deux vaccins sont[Quand ?] sur le marché dans les pays occidentaux : Varivax III, de la société Merck and Co. (États-Unis, Canada)/MSD (reste du monde), et Varilrix, de la société GlaxoSmithKline Vaccines. D'autres vaccins sont en développement ou commercialisé en Inde et en Chine.
Les deux sont des vaccins atténués. Varivax III dérive de la souche Oka/Merck. Il a été précédé de deux autres vaccins, Varivax et Varivax II ; Varilrix dérive de la souche Oka/Rix.

## Efficacité

### Vaccination en une dose
Des études démontrent que le vaccin, lorsqu’il est administré en une seule dose chez des enfants en santé, permet une immunisation durant environ sept ans. L’efficacité de l’immunisation a été mesurée grâce aux anticorps anti-VVZ présents dans le sérum. Le pourcentage trouvé variait entre 96 et 100 % sur la période de l’étude,.
À la suite de l'administration d'une seule dose de vaccin, l'âge du pic d'apparition de la varicelle se décale vers 9-12 ans, particulièrement dans la population non vaccinée. Cependant, le nombre de cas de varicelle observé entre 9 et 12 ans après l'introduction de la vaccination est similaire au nombre de cas avant la vaccination. Il est remarquable de constater que le nombre de cas de varicelle diminue globalement fortement.
La protection contre la varicelle semble diminuer avec le temps, et préconise une seconde dose vaccinale.

### Vaccination en deux doses
L'administration d'une seconde dose du vaccin permet de réduire significativement le risque de décalage de la maladie vers un âge plus avancé, de même qu'elle permet de réduire le risque de cas de varicelle grave (par la réduction du nombre d'hospitalisations). 
En 15 ans — depuis l'introduction de la vaccination aux États-Unis — il n'a pas été observé de décalage de la maladie vers des groupes plus âgés. L'incidence de la maladie a été diminué de 90 à 95 % dans toutes les catégories d'âge, quel que soit le statut vaccinal. Le nombre d'hospitalisations liées à la vaccination a été réduit de 90 %, dans toutes les catégories, y compris les adolescents et les adultes. D'autres études corroborent ces conclusions,,,.
La vaccination contre la varicelle (avec deux doses) a la capacité de réduire très fortement la prévalence de la varicelle, à la fois directement, et indirectement par l'immunité collective,. En effet, le seul réservoir de la maladie est humain. La varicelle n'existe dans aucune autre espèce vivante. Une éradication totale de la maladie est alors possible.
Le Centre européen pour la prévention et le contrôle des maladies (ECDC) a récemment publié un document de référence mettant en évidence les bénéfices de la vaccination contre la varicelle, tout en relevant certains points, encore à étudier, comme la persistance à long terme de l'immunité (aujourd'hui assurée jusqu'à 15 ans avec deux doses),, etc.

### Zona à l'âge adulte
Le risque de zona n'est pas démontré comme diminué, en raison de l'absence de recul. Cependant, le zona correspond à une réactivation du virus de la varicelle VZV, resté quiescent dans les ganglions nerveux. La vaccination contre la varicelle pourrait donc diminuer le risque de zona à l'âge adulte et chez les personnes âgées en évitant  la quiescence du virus. Aucune étude n'a pour l'instant démontré cet effet. 

## Effets indésirables
Les réactions fréquemment observées sont généralement bénignes : douleur ou œdème au site d’injection (environ 20 % des enfants vaccinés et 33 % des adolescents et adultes vaccinés). Une fébricule de faible intensité survient dans 15 % des cas. Un faible nombre de vaccinés (environ 5,5 % après la première injection et 0,9 % après la seconde injection) présenteront une éruption ailleurs qu’au point d’injection, caractérisée par un petit nombre de papules ou vésicules varicelliformes. Les lésions apparaissent habituellement dans les cinq à vingt-six jours suivant l’injection (moins de 10 %) et un léger rash pseudo-varicelleux dans le mois suivant l’injection (moins de 5 %).
La survenue de convulsions d’intensité modérée consécutives à une poussée fébrile est peu fréquente (1 cas sur 1 000 vaccinés). Les effets indésirables doivent être déclarés au centre régional de pharmacovigilance correspondant au lieu d’exercice du médecin traitant/spécialiste du patient.
La transmission du virus vaccinal (qui est un virus vivant) d'une personne vaccinée à une personne non vaccinée a été observée.

## Population cible
Au Canada, la population ciblée par le vaccin est surtout les enfants âgés de plus de 12 mois et en bonne santé. Par ailleurs, les personnes placées dans des situations jugées à risque peuvent également être vaccinées contre le VVZ. La société canadienne de pédiatrie décrit trois situations :
- lorsqu’une personne atteinte du virus vit dans la même habitation ;
- lorsqu’un jeune joue à l’intérieur pendant plus d’une heure avec une personne contagieuse ;
- lorsqu’une chambre d’hôpital est partagée avec un individu contagieux.

Le vaccin est toutefois contre-indiqué pour les personnes ayant une hypersensibilité à l’une des composantes du vaccin. Les personnes immunodéprimées ne devraient également pas recevoir le vaccin puisqu’étant fait à partir de virus atténué, il pourrait causer une réaction chez le patient. Il est également non recommandé pour les femmes enceintes. Une grossesse est à éviter le mois suivant la vaccination.
Aux États-Unis, la vaccination se fait systématiquement chez les enfants en santé. À cet égard, une diminution de l’incidence, de la morbidité et de la mortalité a été observée.

## Immunité engendrée
La vaccination contre la varicelle chez l’adulte entraîne la production d’anticorps ainsi qu’une réponse immunitaire à médiation cellulaire dans les trois mois suivant l’injection. La réponse à médiation cellulaire est supérieure à la réponse humorale surtout parce que le système immunitaire réagit dans le but de protéger l’organisme d’une seconde infection, c’est-à-dire d’une réactivation du virus. Deux doses du vaccin sont nécessaires pour mettre en place une réponse à médiation cellulaire similaire,.

## Vaccination des immunosupprimés
La vaccination contre le VVZ chez les immunosupprimés vise surtout une protection contre le zona. Les types de vaccins administrés sont différents de celui utilisé pour la varicelle. Le vaccin contre la varicelle administré chez les personnes en santé peut être donné dans le cas où le patient n’est pas encore dans un état d’immunosuppression, c’est-à-dire avant une thérapie immunosuppressive, par exemple.
L’utilisation du virus inactivé est également faite. Il est plus sécuritaire que le vaccin atténué puisque la souche virale a été traitée à la chaleur. Toutefois, il s’avère que ce type de vaccin est moins efficace étant donné que la présentation d’antigène dans le contexte du complexe majeur d’histocompatibilité de type I est plus faible. La réponse des cellules T spécifiques au virus est alors inférieure comparativement à celle obtenue avec un vaccin élaboré à partir d’une souche virale atténuée.
D’autres approches peuvent permettre la protection des gens immunodéprimés contre le VVZ. Dans certains cas, la personne reçoit une première dose de vaccin inactivé avant de recevoir le vaccin atténué. Cela a pour effet de créer une première réponse immunitaire qui sera capable d’empêcher l’infection par le virus atténué. Des vaccins préparés à l’aide de protéines virales peuvent également être injectés de façon sécuritaire aux patients plus à risque. Les régions qui vont activer une réponse par les cellules T cytotoxiques sont les zones codant les protéines 4, 62 et 63 en plus des glycoprotéines C, E et I. L’ajout d’adjuvant pourrait être bénéfique puisqu’il permettrait à la réponse immunitaire d’être augmentée vu qu’aucune réplication n’est présente dans ce type de vaccin.
Il serait possible de modifier génétiquement la souche sauvage Oka en lui enlevant les gènes essentiels à sa réplication. Théoriquement, le virus devrait être apte à infecter une cellule, activer le système immunitaire sans se répliquer, causant ainsi une varicelle ou un zona, selon le cas.

## Situations dans différents pays

### En France
Depuis septembre 2004, le vaccin est disponible en France. Cependant, il n’est pas recommandé dans le cadre d'une vaccination de masse. Il n'est recommandé (et remboursé) que dans quatre cas :
1. Vaccination post-exposition dans les trois jours suivant l’exposition à un patient avec éruption, chez les adultes immunocompétents sans antécédents de varicelle ;
2. Entrée en 1re année des études médicales et paramédicales, pour les étudiants sans antécédents de varicelle et dont la sérologie est négative ;
3. Toute personne sans antécédents de varicelle et dont la sérologie est négative, en contact étroit avec des personnes immunodéprimées ;
4. Enfants sans antécédents de varicelle et dont la sérologie est négative, candidats receveurs à une greffe d’organe solide, dans les six mois précédant l’intervention.

### En Suisse
Les indications pour la vaccination contre la varicelle sont les suivantes :
- Jeunes de 11 à 15 ans n’ayant pas d’anamnèse de varicelle.
- Sujets dès l’âge de 12 mois non immuns (IgG négatives) présentant des risques de complication suivants : 
  - Leucémie ; cancer ; avant une thérapie immunosuppressive ou une transplantation ; enfant infecté par le VIH, avant immunodéficience.
  - Enfants souffrant d’un eczéma grave.
  - Personnes en contact étroit avec les patients susmentionnés (parents, fratrie).
  - Personnel médical et soignant.
  - Rattrapage vaccinal chez les adultes de moins de 40 ans n’ayant pas d’anamnèse de varicelle.

En cas d’anamnèse incertaine, une sérologie peut, être, obtenue, mais on peut aussi procéder directement à la vaccination. Dans les indications ci-dessus, le coût de la vaccination est pris en charge par les caisses dans le cadre de l’assurance maladie obligatoire.

### Au Canada
Le vaccin contre la varicelle est inclus dans le vaccin RRO-Var (vaccin combiné contre la rougeole, la rubéole, les oreillons et la varicelle) habituellement administré aux enfants vers l'âge de 18 mois. Depuis le 1er avril 2016, une 2e dose a été ajoutée au calendrier de vaccination et est administrée aux enfants âgés de 4 à 6 ans.

### Autres pays
Dans d'autres pays, la vaccination est beaucoup plus systématique (États-Unis, Allemagne, Canada, Australie, Taïwan…), entraînant une forte diminution de la maladie et des formes graves de celle-ci dans toutes les classes d'âge, ainsi qu'une diminution significative pour ce qui est du coût : médicaments, absentéisme, garde d'enfant…

## Divers
Les vaccins contre la varicelle font partie de la liste des médicaments essentiels de l'Organisation mondiale de la santé (liste mise à jour en avril 2013).